# Kato Koken
Koken Kato (加藤 弘堅 Kato Koken, sinh ngày 3 tháng 4 năm 1989 ở Chiba) là một cầu thủ bóng đá người Nhật Bản thi đấu cho Giravanz Kitakyushu.

## Thống kê sự nghiệp câu lạc bộ
Cập nhật đến ngày 23 tháng 2 năm 2018.
| Thành tích câu lạc bộ | Thành tích câu lạc bộ | Thành tích câu lạc bộ | Giải vô địch | Giải vô địch | Cúp                   | Cúp                   | Cúp Liên đoàn | Cúp Liên đoàn | Tổng cộng | Tổng cộng |
| Mùa giải              | Câu lạc bộ            | Giải vô địch          | Số trận      | Bàn thắng    | Số trận               | Bàn thắng             | Số trận       | Bàn thắng     | Số trận   | Bàn thắng |
| Nhật Bản              | Nhật Bản              | Nhật Bản              | Giải vô địch | Giải vô địch | Cúp Hoàng đế Nhật Bản | Cúp Hoàng đế Nhật Bản | J. League Cup | J. League Cup | Tổng cộng | Tổng cộng |
| --------------------- | --------------------- | --------------------- | ------------ | ------------ | --------------------- | --------------------- | ------------- | ------------- | --------- | --------- |
| 2008                  | Kyoto Sanga F.C.      | J1 League             | 2            | 0            | 0                     | 0                     | 1             | 0             | 4         | 0         |
| 2009                  | Kyoto Sanga F.C.      | J1 League             | 8            | 1            | 0                     | 0                     | 4             | 0             | 12        | 1         |
| 2010                  | Kyoto Sanga F.C.      | J1 League             | 10           | 0            | 0                     | 0                     | 4             | 0             | 14        | 0         |
| 2011                  | Kyoto Sanga F.C.      | J2 League             | 22           | 0            | 4                     | 0                     | -             | -             | 22        | 0         |
| 2012                  | Kataller Toyama       | J2 League             | 31           | 3            | 0                     | 0                     | -             | -             | 31        | 3         |
| 2013                  | Thespakusatsu Gunma   | J2 League             | 40           | 1            | 0                     | 0                     | -             | -             | 40        | 1         |
| 2014                  | Thespakusatsu Gunma   | J2 League             | 32           | 1            | 3                     | 0                     | -             | -             | 35        | 1         |
| 2015                  | Giravanz Kitakyushu   | J2 League             | 30           | 0            | 0                     | 0                     | -             | -             | 30        | 0         |
| 2016                  | Giravanz Kitakyushu   | J2 League             | 21           | 0            | 2                     | 0                     | -             | -             | 23        | 0         |
| 2015                  | Giravanz Kitakyushu   | J3 League             | 29           | 1            | 1                     | 0                     | -             | -             | 30        | 1         |
| Tổng cộng sự nghiệp   | Tổng cộng sự nghiệp   | Tổng cộng sự nghiệp   | 275          | 6            | 13                    | 0                     | 9             | 0             | 297       | 6         |